# Johann Sebastian Bach: Französische Suiten
Johann Sebastian Bach: Französische Suiten albo J.S.Bach: Suity francuskie – dwupłytowy album z muzyką klawesynową Jana Sebastiana Bacha wykonaną przez Marka Toporowskiego, wydany przez Musicon (nr kat. MCD 055). Zawiera komplet suit francuskich niemieckiego kompozytora okresu baroku. Nominacja do Fryderyka 2020 w kategorii «Album Roku Muzyka Dawna».

## Lista utworów

### CD 1
- Suita I d-moll, BWV 812 * [14:43]
  - 1. Allemande	3:36
  - 2. Courante	2:03
  - 3. Sarabande	2:13
  - 4. Menuet I,II 3:05
  - 5. Gigue 3:46
- Suita II c-moll, BWV 813 ** [12:58]
  - 6. Allemande	3:03
  - 7. Courante	1:48
  - 8. Sarabande	3:03
  - 9. Air	1:18
  - 10. Menuet	1:18
  - 11. Gigue	2:28
- III Suita h-moll, BWV 814* [15:10]
  - 12. Allemande	3:33
  - 13. Courante	2:14
  - 14. Sarabande	2:42
  - 15. Gavotte	1:23
  - 16. Menuet-Trio	2:56
  - 17. Gigue	2:22

### CD 2
- Suita IV Es-dur, BWV 815 ***	[14:33]
  - 1. Allemande	2:47
  - 2. Courante	1:55
  - 3. Sarabande	3:19
  - 4. Gavotte	1:19
  - 5. Air	1:39
  - 6. Menuet	0:46
  - 7. Gigue	2:48
- Suita V G-dur, BWV 816 * [14:42]
  - 9. Courante	1:49
  - 10. Sarabande	4:41
  - 11. Gavotte	1:00
  - 12. Bourrée	1:22
  - 13. Loure	2:10
  - 14. Gigue	3:40
- Suita VI E-dur, BWV 817 ** [16:07]
  - 15. Allemande 2:44
  - 16. Courante	1:58
  - 17. Sarabande 2:57
  - 18. Gavotte	1:12
  - 19. Polonaise 1:32
  - 20. Bourrée	1:41
  - 21. Gigue	2:42
  - 22. Menuet	1:21

Klawesyn włoski, Martin Schwabe 2010 *
Klawesyn francuski wg Blancheta, Martin Schwabe 2007 **
Klawesyn wirginałowy wg wzorów południowoniemieckich, Scheer & Vogel, Jestetten ***